# Adolph J. Sabath

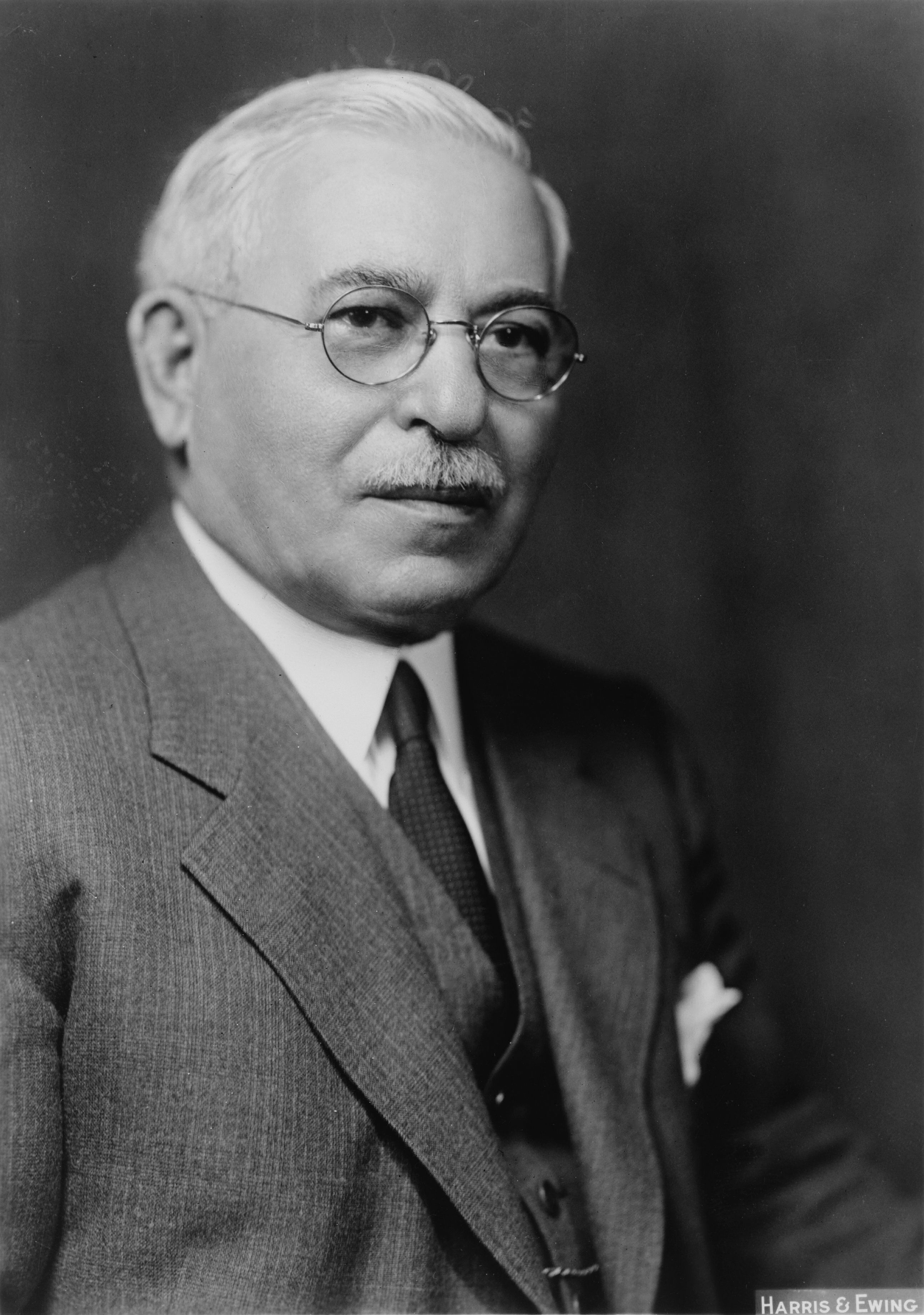
Adolph J. Sabath (1936)

Adolph Joachim Sabath (* 4. April 1866 in Záboří, Böhmen; † 6. November 1952 in Bethesda, Maryland) war ein US-amerikanischer Rechtsanwalt und Politiker der Demokratischen Partei, der mehr als 45 Jahre den Bundesstaat Illinois im US-Repräsentantenhaus vertrat. Mit einer Amtszeit von 18 Jahren, sieben Monaten und fünf Tagen übte er bis heute am längsten die Funktion des Dean of the US House of Representatives aus.

## Leben
Sabath wuchs als eines von elf Kindern des Joachim Sabath und seiner Frau Barbara, geborene Eissenschimmelová in Südböhmen auf. Nach dem Besuch von Schulen in seinem Geburtsort wanderte er 1881 allein in die USA ein und lebte bei nahen Verwandten in Chicago. Mit Gelegenheitsarbeiten als Bote und Verkäufer, später als Immobilienmakler finanzierte er sein Studium. Zugleich sparte er für die Finanzierung der Reise seiner Familie nach Amerika. 1885 schloss er seine Ausbildung am Bryant and Stratton College ab. Anschließend studierte er am Chicago College of Law, danach an der Law School des Lake Forest College und schloss dieses Studium 1891 mit einem Bachelor of Laws (LL.B.) ab. Nach der anwaltlichen Zulassung nahm er 1892 eine Tätigkeit als Rechtsanwalt in Chicago auf.
Daneben begann er seine politische Laufbahn in der Demokratischen Partei und war von 1890 bis zu seinem Tod 1952 Delegierter bei allen Democratic Conventions in Illinois sowie von 1896 bis 1944 bei allen Democratic National Conventions. Außerdem engagierte er sich in der Kommunalpolitik von 1892 bis 1944 sowohl als Mitglied einer Bezirksvertretung als auch als Vorsteher eines Bezirks in Chicago. 1895 erfolgte seine Ernennung zum Friedensrichter in Chicago. Danach war er von 1897 bis 1906 Polizeirichter (Police Magistrate).
1906 wurde er erstmals zum Mitglied in das US-Repräsentantenhaus gewählt und vertrat in diesem bis zu seinem Tod nach 23 aufeinander folgenden Wiederwahlen vom 4. März 1907 bis zum 6. November 1952 mehr als 45 Jahre die Interessen des fünften Kongresswahlbezirk von Illinois. Zwischen 1909 und 1920 war er außerdem Mitglied des Zentralkomitees sowie des Exekutivkomitees der Democratic Party.
Während seiner langjährigen Parlamentszugehörigkeit war er von März 1913 bis März 1918 Vorsitzender des Ausschusses für Alkoholwarenverkehr (US House Committee on Alcohol Liquor Traffic) und während der anschließenden Zeit der Prohibition in den Vereinigten Staaten einer von deren erbittertsten Gegnern. Während des Ersten Weltkrieges gehörte er zu den Unterstützern der Pläne für einen tschechoslowakischen Staat und brachte im Mai 1917 im Kongress eine Resolution ein, dem tschechoslowakischen Volk das Recht auf Freiheit und Unabhängigkeit zu gewähren. Sabath war Vorbereiter des Empfangs von Tomáš Garrigue Masaryk in Washington durch 27 Kongressmitglieder im Mai 1918.
Am Silvestertag 1917 heiratete er Mae Ruth Fuerst. Nach dem Tode von Edward W. Pou am 1. April 1934 wurde er als dienstältester Kongressabgeordneter Dean of the House. In den 1930er Jahren war er ein überzeugter Unterstützer der Politik des New Deal während der Amtszeit von US-Präsident Franklin D. Roosevelt.
Im März 1939 wurde Sabath, der ein entschiedener Befürworter des Krieges gegen das Dritte Reich im Zweiten Weltkrieg war, Vorsitzender des einflussreichen Geschäftsordnungsausschusses (US House Committee on Rules) und behielt dieses Amt bis März 1946. Zwischen März 1949 und November 1952 war er abermals Vorsitzender des Geschäftsordnungsausschusses.
Nach seinem Tod wurde Sabath auf dem German Waldheim Cemetery in Forest Park bestattet. Nachfolger als Dean of the House wurde nach seinem Tod Robert L. Doughton. Sabath übte damit mit einer Amtszeit von 18 Jahren, sieben Monaten und fünf Tagen bis heute am längsten die Funktion des Dean of the US House of Representatives aus.

## Hintergrundliteratur
- Burton A. Boxerman: Adolph Joachim Sabath in Congress: The Early Years, 1907-1932. In: Journal of the Illinois State Historical Society, Herbst 1973, S. 327–340
- ders.:  Adolph Joachim Sabath in Congress: The Roosevelt and Truman Years. In: Journal of the Illinois State Historical Society, Winter 1973, 428–443